# 真善忍
真、善、忍，是法轮功的核心理念与经典宣传口号。一种常见的口号形式是“法轮大法好，真、善、忍好。”中国共产党则被相对应的称为“假、恶、斗”。相應的常見口號形式則是“法轮功真、善、忍，共产党假、恶、斗。”

## 词意解析
真善忍这一口号与汉语内常见的词语真善美相似，二者有时会被并列比较。按李洪志本人对真善忍三字的解释，“‘真’就是说真话，做真事，返本归真，最后做真人。‘善’，就是生出慈悲心，行善度人。尤其强调忍，只有忍，才能修出大德之士来。”

## 使用状况

### 其他组织的变体
郭文贵和他的爆料革命团队则认为面对中共的狠毒，“真善忍”是不够的，只有“真善狠”才有效果。